# Нова Михайловка (Лямбірський район)
Нова Миха́йловка (рос. Новая Михайловка, ерз. Новая Михайловка) — присілок у складі Лямбірського району Мордовії, Росія. Входить до складу Саловського сільського поселення.

## Населення
Населення — 110 осіб (2010; 124 у 2002).
Національний склад (станом на 2002 рік):
- росіяни — 90 %